# Lega Italiana Calcio Professionistico
La Lega Italiana Calcio Professionistico, più comunemente nota come Lega Pro, è un'associazione privata non riconosciuta della quale fanno parte le società affiliate alla Federazione Italiana Giuoco Calcio che partecipano da titolari alla Serie C del campionato italiano di calcio.
Venne fondata il 13 luglio 1959 come Lega Nazionale Semiprofessionisti sulle ceneri dalla precedente Lega IV Serie, ha da sempre sede a Firenze.
Organizza, nel rispetto delle norme federali, la Serie C, la Coppa Italia Serie C, la Supercoppa Serie C, il Campionato Primavera 3 e il Campionato Primavera 4, oltre a promuovere gli interessi delle società ad essa affiliate.
La Lega Pro è un membro di European Leagues, associazione che riunisce le leghe professionistiche in Europa.

## Storia
La Lega Nazionale Semiprofessionisti fu fondata il 1º agosto 1959 nell'ambito delle controverse riforme della FIGC scatenate dalla clamorosa eliminazione della Nazionale nelle qualificazioni ai Mondiali di Svezia. Il commissario straordinario Bruno Zauli, nominato dal CONI su pressione del Parlamento fattosi interprete delle polemiche popolari, mise a punto un piano di risanamento che, nel nome del contenimento dei costi, prevedeva la secessione della Serie C dalla Lega Nazionale Professionisti per includerla nel finanziariamente più contenuto Settore Semiprofessionistico insieme al vecchio campionato di IV Serie già organizzato dalla Lega Nazionale IV Serie di Dante Berretti.
L'annuncio del provvedimento provocò tuttavia ripetute proteste da parte dei club di terza serie, dato che si poneva in aperto contrasto con il percorso segnato dal decaduto presidente federale, Ottorino Barassi, che negli anni cinquanta aveva drasticamente riformato il campionato in senso elitario al fine appunto di riqualificarlo per una piena sostenibilità del professionismo. Le società di C vedevano la riforma come un grosso danno per i molti club che avevano fatto importanti investimenti a tal fine, e rifiutavano un progetto che appariva come una versione punitiva di un analogo piano sostenuto da Berretti due anni prima. Per spegnere le opposizioni della C all'inclusione nella Lega IV Serie, Zauli escogitò una soluzione: sciolse la vecchia lega e ne creò formalmente una nuova, presideduta da Artemio Franchi, che ereditò tuttavia le strutture della vecchia organizzazione.
Da quel momento iniziò per la Serie C una progressiva marcia volta a recuperare il pieno status professionistico perduto, dissociandosi lentamente dal campionato di Serie D che pure era di competenza della stessa lega. Il 22 maggio 1960 vi fu la prima gara della Nazionale italiana di calcio di Serie C istituita dalla Lega, contro la Tunisia, a Reggio Calabria, vinta dagli azzurri 4-0. La rappresentativa continuò fino al 1988, quando fu trasformata in Under 21.
Ai giocatori di Serie C, con la riforma Zauli, per statuto erano dovuti solo rimborsi spese e premi vittoria; col passare degli anni vennero gradualmente riconosciuti la previdenza sociale ed altri benefici di categoria superiore. Nel 1978 si ebbe l'istituzione dei campionati di Serie C1 e Serie C2 (passando da una serie C unica a 3 gironi, a due serie: la C1 a 2 gironi, e la C2 a 4 gironi), mentre la Serie D fu ridotta a 6 gironi ma rimase di competenza della stessa Lega per il triennio successivo. Nel frattempo l'Associazione Italiana Calciatori, all'epoca presieduta da Sergio Campana, esercitò pressioni affinché il settore semiprofessionistico fosse abolito, con il passaggio della Serie C tra i professionisti e il declassamento della Serie D tra i dilettanti, ma trovò inizialmente l'opposizione dei dirigenti della Lega Semipro e di molti membri del consiglio federale. Nel 1980, tuttavia, la FIGC cedette alle pressioni e annunciò che a partire dalla stagione 1981-1982 lo status dei tesserati di C1 e C2 sarebbe stato finalmente e di nuovo equiparato in toto a quelli di serie A e B, come lo era stato fino al 1959. Per effetto della riforma del 1981, la Serie D cambiò denominazione in Campionato Interregionale (con un consistente aumento di gironi e squadre) e passò di competenza alla Lega Nazionale Dilettanti, mentre la Lega Semiprofessionisti cambiò nome in Lega Nazionale Serie C e divenne professionistica (anche se fu solo nel 1986 che assunse la denominazione di Lega Professionisti Serie C).
L'adozione dell'attuale denominazione Lega Italiana Calcio Professionistico avvenne nel giugno 2008 per volontà del presidente Mario Macalli, che vedeva quella vecchia come dequalificante, ma ponendosi così in contrasto con l'accordo armonico delle altre leghe nazionali della FIGC.

### Precursori
La Serie C, prima della costituzione della Lega Nazionale Semiprofessionisti, fu gestita dal 1926, quando ancora si chiamava Seconda Divisione, da due enti distinti, il Direttorio Divisioni Inferiori Nord e dal suo omologo del Sud. La riforma implementata dal presidente federale Leandro Arpinati tra il 1928 e il 1929 portò ad una nuova terza serie, la Prima Divisione, gestita da un unico ente, il Direttorio Divisioni Superiori avente sede a Milano in Viale Piave 43, luogo in cui rimase fino al novembre del 1934 e che lasciò per trasferirsi a Roma presso lo Stadio Nazionale del PNF. Durante i primi anni '40 le continue riammissioni di squadre retrocesse e ammesse dai campionati regionali portarono i campionati di Serie C ad arrivare alle 145 squadre iscritte all'ultimo campionato (1942-43) disputato a conflitto già iniziato.
Quando nel 1945 l'attività calcistica fu ripristinata con un campionato transitorio e caratterizzato dalla difficoltà di ripristinare i collegamenti stradali e ferroviari, fortemente danneggiati da bombardamenti e sabotaggi, la FIGC decise di demandare a due distinte Leghe l'organizzazione del campionato di Serie C:
- la Lega Nazionale Alta Italia, avente sede a Milano;
- la Lega Nazionale Centro-Sud, avente sede a Roma.

La stagione successiva, a campionati regolari e categorie di merito ristabilite completamente avendo recuperato anche le ultime società impossibilitate per causa di forza maggiore (campi inagibili) a disputare il campionato acquisito alla fine della stagione 1942-43, la Lega Nazionale Centro-Sud fu sdoppiata creando la Lega Interregionale Centro distribuendo perciò più uniformemente sul territorio le società affiliate su 3 distinte leghe:
- la Lega Interregionale Nord, avente sede a Torino, in Via Volta 3;
- la Lega Interregionale Centro, avente sede a Firenze, in Viale dei Mille 141;
- la Lega Interregionale Sud, avente sede a Napoli, in Piazza s.Maria degli Angeli a Pizzofalcone 1.

La ristrutturazione resasi necessaria nel 1948 ridusse i 18 gironi di Serie C a soli 4 gironi a carattere nazionale la cui gestione fu demandata alla Lega Nazionale, che dal 1946 gestiva Serie A e Serie B.
La successiva ristrutturazione avvenuta nel 1952 e disciplinata dal Lodo Barassi ridusse la Serie C a un unico girone nazionale, situazione rimasta immutata fino al 1958 con l'allargamento a due gironi.

## Presidenti
Di seguito l'elenco dei presidenti della Lega Italiana Calcio Professionistico, dalla costituzione nel 1959 ad oggi:
| Presidente         | Periodo   | Note                      |
| Artemio Franchi    | 1959–1965 |                           |
| Ugo Cestani        | 1965–1988 |                           |
| Antonio Matarrese  | 1988–1990 | Commissario straordinario |
| Giancarlo Abete    | 1990–1997 |                           |
| Mario Macalli      | 1997–2015 |                           |
| Gabriele Gravina   | 2015–2018 |                           |
| Francesco Ghirelli | 2018–2022 |                           |
| Marcel Vulpis      | 2022–2023 | Vicepresidente reggente   |
| Matteo Marani      | 2023–oggi |                           |

Di seguito l'organigramma della Lega Italiana Calcio Professionistico:
- Presidente: Matteo Marani
- Vicepresidenti: Gianfranco Zola, Giovanni Spezzaferri
- Segretario Generale: Emanuele Paolucci
- Direttore Generale: Paolo Bedin
- Direttore amministrativo: Pier Paolo Naldoni

## Organico della Lega
L'organico della Lega Pro corrisponde alle squadre titolari iscritte alla Serie C, al quale dal 2014 afferiscono sessanta società. I tre club che schierano la loro squadra riserve hanno solo il rango di membri associati.

## Competizioni
La Lega Italiana Calcio Professionistico organizza, sotto l'egida della Federazione Italiana Giuoco Calcio, le seguenti competizioni:
| Campetizione                       | Campione                                                       |
| Campionato di Serie C              | Mantova (2º titolo) Cesena (2º titolo) Juve Stabia (4º titolo) |
| Coppa Italia Serie C               | Catania (1º titolo)                                            |
| Supercoppa Serie C                 | Cesena (1º titolo)                                             |
| Campionato Primavera 3 (giovanili) | Modena (1º titolo)                                             |
| Campionato Primavera 4 (giovanili) | Non assegnato                                                  |

## Attività rappresentativa e loghi
Oltre alla direzione del campionato e delle coppe di Lega, la Lega gestisce l'attività svolta dalle Rappresentative di Lega Under 21 e Under 20, che partecipano a competizioni nazionali ed internazionali quali l'International Challenge Trophy, la Mirop Cup e il Trofeo Angelo Dossena. La Lega Pro coordina inoltre l'attività della Nazionale Universitaria.
A partire dalla stagione 2008-09, in tutte le partite ufficiali organizzate dalla Lega Pro, è utilizzato un pallone ufficiale. Per le prime quattro stagioni è stato utilizzato il modello Dynamis Italia realizzato dalla Umbro, mentre dalla stagione 2012-13 il fornitore è Puma.
Inoltre, sempre dalla 2008, è stato introdotto il badge ufficiale della Lega Pro, che deve essere apposto sulla manica destra della divisa di gioco per tutte le partite ufficiali, sul modello di quanto già accade a livello nazionali nelle competizioni organizzate dalla Lega Nazionale Professionisti Serie A e dalla Lega Nazionale Professionisti Serie B.
Dalla stagione 2012-13 la Lega Pro ha anche il suo inno ufficiale, La nostra canzone, composto da Mogol con le musiche di Oscar Prudente e cantato dai BTwins. Tale brano precede ed accompagna l'ingresso in campo delle squadre prima di ogni partita delle manifestazioni organizzate dalla lega.
Per incentivare lo sviluppo del settore giovanile inoltre viene definita una nuova regola per i giocatori giovani. Il numero di giocatori adulti è vincolato a diciotto, mentre per i giocatori under-21 non vi è limite. Ad esempio, per la stagione 2008-09, una squadra ha potuto schierare un massimo di 18 giocatori nati prima del 1987, mentre non avrà limite il numero degli under.

Logo usato dal 2008 al 2020.
Logo in uso dal 2020 al 2024.